# Sankt Johann im Pongau (kotar)
St. Johann im Pongau (isto poznato kao Pongau), je jedan od 94 austrijskih kotara od 82,565 stanovnika.

## Zemljopisne karakteristike
St. Johann im Pongau leži u Saveznoj državi Salzburg, između Kotara Zell am See na zapadu i Tamswegom na jugoistoku, na jugu graniči sa Koruškom, a na istoku sa Štajerskom i malim dijelom na sjeveru sa saveznom pokrajinom Njemačke Bavarskom.
Teritorij današnjeg okruga poklapa se s nekadašnjim kotarom (gau-om) Pongau.

## Administrativna podjela kotara
Administrativni centar kotara je grad St. Johann im Pongau
St. Johann im Pongau je administrativno podjeljen na 25 općina od kojih 3 ima status grada, a njih 7 trgovišta;.

### Gradovi
- Bischofshofen
- Radstadt
- St. Johann im Pongau

### Trgovišta
- Altenmarkt im Pongau
- Bad Hofgastein
- Großarl
- St. Veit im Pongau
- Schwarzach im Pongau
- Wagrain
- Werfen

### Općine
| - Bad Gastein - Dorfgastein - Eben im Pongau - Filzmoos - Flachau | - Forstau - Goldegg - Hüttau - Hüttschlag - Kleinarl | - Mühlbach am Hochkönig - Pfarrwerfen - St. Martin am Tennengebirge - Untertauern - Werfenweng |

## Vanjske poveznice
- Službena stranica Kotara St. Johann im Pongau  Arhivirana inačica izvorne stranice od 1. travnja 2016. (Wayback Machine) (njem.)